# Габела Нуова (Мачерата)
Габела Нуова (итал. Gabella Nuova) насеље је у Италији у округу Мачерата, региону Марке.
Према процени из 2011. у насељу је живело 83 становника. Насеље се налази на надморској висини од 540 м.